# J Storm
J Storm — японская компания, принадлежащая Johnny & Associates, основанная в 2001 году как лейбл звукозаписи для группы Arashi (яп. 嵐 Араси, «шторм»), названный в её честь. Кроме издания музыки, J Storm также занимается производством фильмов с участием идолов агентства Johnny & Associates.
Дистрибьютором компании в Гонконге и Тайване является Avex, в Японии — Sony Music, в Корее — SM Entertainment.
По результатам первой половины 2012 года J-Storm был 6-м производителем музыки по физическим продажам (синглы, альбомы, музыкальные DVD/Blu-ray) в Японии, потеряв две позиции по сравнению с 4 местом в 2011 году

## Исполнители
- Arashi (2002—)
- KAT-TUN (2006—) — на дочернем лейбле J-One Records
- Hey! Say! JUMP (2007—)
- TOKIO (2008—)

## Лейблы
- J Storm
- J-One Records — эксклюзивный лейбл группы KAT-TUN